# 王恩哥
王 恩哥（おう おんか、1957年1月24日 - ）は、中華人民共和国の物理学者・教育者。遼寧省瀋陽市出身。中国科学院副院長、北京大学学長、北京大学物理学院院長、北京大学研究生院院長を歴任した。

## 経歴
原籍は上海市で、1957年1月24日に 遼寧省瀋陽市に生まれた。文化大革命末期の1975年より遼中県の烏伯牛公社で知識青年として労働に従事。1985年に遼寧大学物理系を卒業、同予科講師。1990年北京大学にて理学博士の学位取得。1991年から1995年まで、フランスのリア表面とインターフェース実験室と米国のヒューストン大学で博士研究員、副研究員を担当しました。
1995年に帰国し、中国科学院物理研究所研究員を務めた。1999年、同所所長に昇格。2004年、北京凝縮状態物理国家実験室主任に就任。2008年、中国科学院副秘書長、大学院常務副院長に転任。2009年、北京大学研究生院院長、物理学院院長に転出。2011年、中国共産党北京大学委員会常務委員、副学長、教務長に就任。2013年、北京大学学長に昇格。2015年、中国科学院副院長に任命。

## 栄典
- 1996年、求是傑出青年学者賞。
- 2003年、世界華人物理学会亜洲成就賞。
- 2003年、英国物理学会会士。
- 2005年、中国科学院傑出成就賞。
- 2005年、周培源物理賞。
- 2005年、第三世界科学院物理賞。
- 2006年、アメリカ物理学会会士[3]。
- 2007年、中国科学院数理学部院士。
- 2008年、第三世界科学院院士。
- 2010年、何梁何利基金科学技術進歩賞。
- 2011年、アジア計算資料科学成就賞。
- 2018年、国際先進材料終身成就賞[4]。